# Francis Willoughby de Parham
Pour les articles homonymes, voir Willoughby et Parham.
Francis Willoughby de Parham (1605 – 23 juillet 1666), 5e baron Willoughby de Parham, est le représentant patenté du roi d'Angleterre, Charles II, à la Barbade et au Suriname, d'abord pendant la Première Révolution anglaise puis à la Restauration anglaise.

## Biographie
Né à Parham dans le Suffolk, fils d'un comte de la région de Nottingham qui meurt en 1617 alors qu'il n'a que 12 ans, il épouse en 1628 Elizabeth Cecil (1606–1661), la fille d'un officier anglais.
Lors de la Première Révolution anglaise, il devient colonel dans l'armée du Parlement mais participe aux intrigues royalistes, ce qui lui vaudra d'être emprisonné plusieurs fois sous le Protectorat, en 1655 et 1657. Entre-temps, le roi d'Angleterre en exil Charles II le récompense en le nommant en 1650 gouverneur de la Barbade, où il arrive en mai 1650. Peu après, il envoie Anthony Rowse fonder au Suriname la petite colonie de Fort Willoughby, sur le lieu de l'actuelle ville de Paramaribo. 
En octobre 1651, il organise une armée de 5000 miliciens, pour faire échec au blocus de la Barbade et tenter de repousser le débarquement dans l'île de l'expédition de la Barbade, dirigée par Georges Ayscue, amiral de la New Model Army, venu avec 2000 hommes. Il négocie la capitulation, aidé par son lieutenant Thomas Modyford, avec l'un des dirigeants de l'expédition, le général George Monck. 
En août 1652, il retourne sur ses possessions en Angleterre, dont il avait négocié la possibilité de conserver le contrôle. Au cours de la même année, lorsqu'un second contingent arrive d'Angleterre, inspecte la colonie du Suriname pour organiser sa défense, il est à sa tête mais se retrouve victime d'une épidémie.
À la Restauration anglaise, il est fait "lieutenant général de toutes les îles caraïbes" par le Roi, dont la principale, la Barbade à la tête de laquelle lui succède ensuite. Il meurt en 1666 dans le naufrage de la flotte anglaise de 6 000 hommes qui tentait de reprendre l'île de Saint-Christophe aux Français.
Lord Francis Willoughby de Parham est un des personnages centraux d'Oronoko, le bref roman publié en 1688 par Aphra Behn, une histoire d’amour tragique et s’inspire des nombreuses expériences vécues par l’auteur, dont le héros est un Africain réduit en esclavage au Suriname dans les années 1660. Le Suriname commença à importer des esclaves dans les années 1650 pour assurer le plein rendement des plantations de canne à sucre.